# Jean de Montreuil
Jean de Montreuil, född 1354 i Monthureux-le-Sec, död 29 maj 1418 i Paris, var en fransk humanist, politiker och författare.

## Biografi
Jean de Montreuil studerade vid Collège de Navarre vid Paris universitet. År 1390 blev han sekreterare åt kung Karl VI. Jean skrev bland annat 220 privata brev på latin samt två propagandatraktat.
Jean de Montreuil mördades i samband med att burgunderna intog Paris.